# Artère circonflexe antérieure de l'humérus
L'artère circonflexe antérieure de l’humérus (ou artère circonflexe antérieure du bras) est une des deux artères circonflexes du bras.

## Trajet
L'artère circonflexe antérieure de l'humérus nait du côté latéral de l'artère axillaire au bord inférieur du muscle subscapulaire, presque en face de l'artère circonflexe postérieure de l'humérus.
Elle se dirige latéralement entre la face antérieure du col chirurgical de l'humérus et les muscles coracobrachial et biceps brachial. Elle se termine sous le muscle deltoïde.
Au niveau du sillon intertuberculaire, elle donne une branche qui monte dans le sillon pour vasculariser la tête humérale et l'articulation gléno-humérale.
Elle s’anastomose avec artère circonflexe postérieure de l'humérus.

## Zone de vascularisation
L'artère circonflexe antérieure de l'humérus vascularise :
- l'articulation gléno-humérale,
- le muscle coracobrachial,
- le muscle biceps brachial,
- le muscle deltoïde.

## Galerie

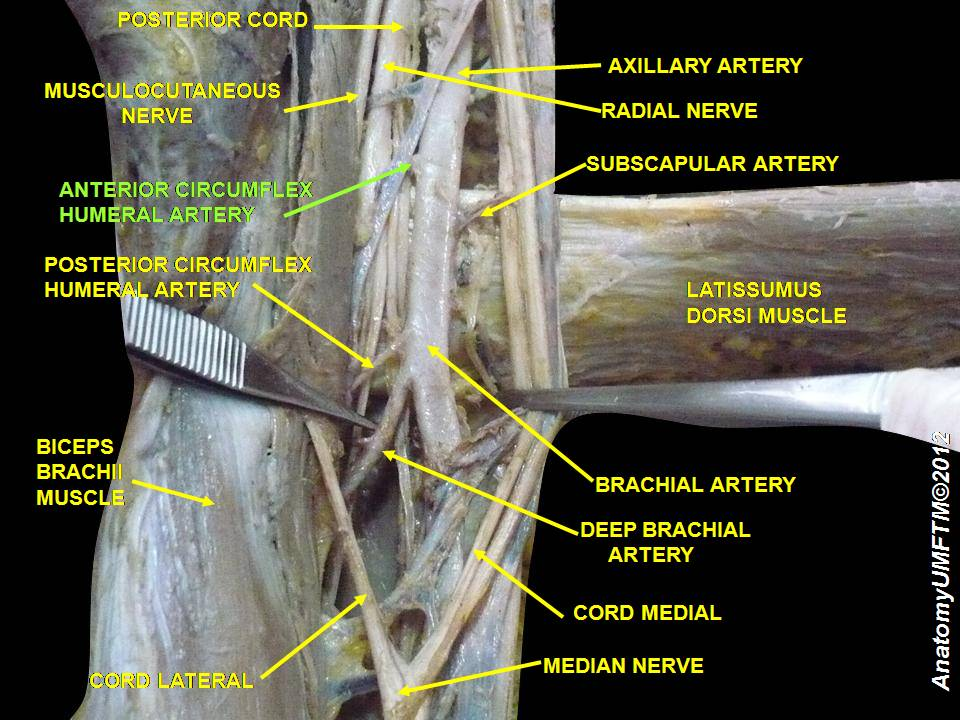
L'artère circonflexe antérieure de l'humérus